# Галя (фильм)
«Галя» — советский фильм 1940 года, не вышедший в прокат.

## Сюжет
О талантливой ленинградской девочке Гале, которая завершает неоконченную работу своего отца-скульптора, ушедшего на советско-финскую войну.
Хотя все (и официальные лица, и одноклассники) стремятся ей помочь, но по непонятным причинам она постоянно отказывается от помощи.

## В ролях
- Евгения Вдовина — Галя
- Мария Барабанова — Нюрка
- Пётр Кириллов — скульптор Никонов, отец Гали
- Галина Ивановская — бабушка Гали
- Алексей Бонди — водопроводчик
- Анатолий Кузнецов — Константинов

## Съёмочная группа
- Авторы сценария: Сергей Глаголин
- Режиссёр: Надежда Кошеверова
- Оператор: Аполлинарий Дудко
- Композитор: Никита Богословский
- Художник: Афанасий Симоновский

## Судьба фильма
В «Списке картин, снятых и приостановленных производством (1940)» указывается, что картина «закончена производством. На экран не вышла ввиду низкого идейно-художественного качества сценария и режиссёрской работы».
В справке заместителя начальника управления пропаганды и агитации ЦК ВКП(б) Д. А. Поликарпова о запрещённых фильмах указано, что фильм был запрещён комиссией ЦК ВКП(б) за «неверный показ работы нашего тыла в период войны с белофиннами. В качестве типического примера о жизни тыла изображена мелодраматическая история в семье скульптора, призванного на фронт. Маленькая дочь скульптора становится хозяйкой дома, работает сверх сил, чтобы содержать бабушку».